# Segunda División 1973-1974 (Spagna)
La stagione 1973-1974 è stata la quarantatreesima edizione della Segunda División, secondo livello del campionato spagnolo di calcio.

## Classifica finale
|  |     | Segunda División 1973-1974 | Pt | G  | V  | N  | P  | GF | GS | DR  |
|  | --- | -------------------------- | -- | -- | -- | -- | -- | -- | -- | --- |
|  | 1.  | Real Betis                 | 51 | 38 | 19 | 13 | 6  | 69 | 31 | +38 |
|  | 2.  | Hércules                   | 49 | 38 | 20 | 9  | 9  | 51 | 34 | +17 |
|  | 3.  | Salamanca UDS              | 48 | 38 | 20 | 8  | 10 | 53 | 39 | +14 |
|  | 4.  | Tenerife                   | 46 | 38 | 19 | 8  | 11 | 57 | 41 | +16 |
|  | 5.  | Cadice                     | 46 | 38 | 18 | 10 | 10 | 52 | 37 | +15 |
|  | 6.  | Gimnàstic                  | 41 | 38 | 16 | 9  | 13 | 46 | 40 | +6  |
|  | 7.  | Real Valladolid            | 41 | 38 | 16 | 9  | 13 | 61 | 50 | +11 |
|  | 8.  | Sant Andreu                | 39 | 38 | 16 | 7  | 15 | 47 | 38 | +9  |
|  | 9.  | Siviglia                   | 39 | 38 | 15 | 9  | 14 | 48 | 40 | +8  |
|  | 10. | Barakaldo                  | 39 | 38 | 14 | 11 | 13 | 49 | 52 | -3  |
|  | 11. | Maiorca                    | 39 | 38 | 12 | 15 | 11 | 36 | 32 | +4  |
|  | 12. | Ourense                    | 38 | 38 | 13 | 12 | 13 | 43 | 45 | -2  |
|  | 13. | Córdoba                    | 38 | 38 | 16 | 6  | 16 | 58 | 58 | 0   |
|  | 14. | Rayo Vallecano             | 33 | 38 | 14 | 5  | 19 | 39 | 51 | -12 |
|  | 15. | Sabadell                   | 33 | 38 | 11 | 11 | 16 | 35 | 52 | -17 |
|  | 16. | Burgos                     | 32 | 38 | 13 | 6  | 19 | 34 | 44 | -10 |
|  | 17. | Osasuna                    | 28 | 38 | 10 | 8  | 20 | 36 | 63 | -27 |
|  | 18. | Deportivo La Coruña        | 28 | 38 | 11 | 6  | 21 | 30 | 56 | -26 |
|  | 19. | Levante                    | 27 | 38 | 10 | 7  | 21 | 37 | 48 | -11 |
|  | 20. | CD Linares                 | 25 | 38 | 8  | 9  | 21 | 29 | 59 | -30 |

### Verdetti
- Betis, Hércules e Salamanca ammesso alla Primera División 1974-1975
- Osasuna, Deportivo, Levante e Linares retrocesse Tercera División.

## Play-off

### Gare di andata
|                   | Risultati |          |  |
| ----------------- | --------- | -------- |  |
| Burgos            | 2 - 0     | Eibar    |  |
|                   |           |          |  |
| Córdoba           | 3 - 1     | Almería  |  |
|                   |           |          |  |
| Valencia Mestalla | 0 - 0     | Sabadell |  |
|                   |           |          |  |
| Rayo Vallecano    | 5 - 0     | Langreo  |  |
|                   |           |          |  |

### Gare di ritorno
|          | Risultati |                   |  |
| -------- | --------- | ----------------- |  |
| Eibar    | 2 - 1     | Burgos            |  |
|          |           |                   |  |
| Almería  | 3 - 2     | Córdoba           |  |
|          |           |                   |  |
| Sabadell | 2 - 0     | Valencia Mestalla |  |
|          |           |                   |  |
| Langreo  | 1 - 0     | Rayo Vallecano    |  |
|          |           |                   |  |

## Statistiche

### Squadre
- Maggior numero di vittorie:  Hércules e  Salamanca UDS (20)
- Minor numero di sconfitte:  Real Betis (6)
- Migliore attacco:  Real Betis (69 gol fatti)
- Miglior difesa:  Real Betis (31 gol subiti)
- Miglior differenza reti:  Real Betis (+38)
- Maggior numero di pareggi:  Maiorca (15)
- Minor numero di pareggi:  Burgos,  Deportivo La Coruña (6)
- Maggior numero di sconfitte:  Deportivo La Coruña,  Levante,  CD Linares (21)
- Minor numero di vittorie:  CD Linares (8)
- Peggiore attacco:  CD Linares (29 gol fatti)
- Peggior difesa:  Osasuna (63 gol subiti)
- Peggior differenza reti:  CD Linares (-30)

### Giocatori
- Capocannoniere: Paco Baena (23 gol  Cadice)